# Kanton Maurs
Der Kanton Maurs ist ein französischer Wahlkreis in der Region Auvergne-Rhône-Alpes. Er liegt im Arrondissement Aurillac des Départements Cantal. Sein bureau centralisateur ist in der Gemeinde Maurs.

## Geschichte
Der Kanton entstand am 15. Februar 1790 als Teil des damaligen „District d’Aurillac“. Mit der Gründung der Arrondissements am 19. Oktober 1801 wurde der Kanton dem Arrondissement Aurillac zugeordnet und neu zugeschnitten. Von 1801 bis 2015 gehörten vierzehn Gemeinden zum Kanton Maurs. Der Kanton wurde am 22. März 2015 im Rahmen der Neugliederung der Kantone vergrößert. Zu den 14 Gemeinden des alten Kanton Maurs kamen weitere fünf Gemeinden hinzu: vier aus Saint-Mamet-la-Salvetat und eine aus Aurillac-2. Daher zählt der Kanton Maurs seit 2015 neu neunzehn Gemeinden. Er besaß vor 2015 einen anderen INSEE-Code als heute, nämlich 1510.

## Gemeinden

### Kanton  seit 2015
Der Kanton besteht aus 18 Gemeinden mit insgesamt 11.322 Einwohnern (Stand: 1. Januar 2022) auf einer Gesamtfläche von 426,28 km²:
| Gemeinde                  | Einwohner 1. Januar 2022 | Fläche km² | Dichte Einw./km² | Code INSEE | Postleitzahl |
| ------------------------- | ------------------------ | ---------- | ---------------- | ---------- | ------------ |
| Boisset                   | 665                      | 37,73      | 18               | 15021      | 15600        |
| Le Trioulou               | 98                       | 5,87       | 17               | 15242      | 15600        |
| Leynhac                   | 315                      | 27,68      | 11               | 15104      | 15600        |
| Marcolès                  | 593                      | 52,89      | 11               | 15117      | 15220        |
| Maurs                     | 2.131                    | 30,84      | 69               | 15122      | 15600        |
| Montmurat                 | 134                      | 5,07       | 26               | 15133      | 15600        |
| Puycapel                  | 724                      | 43,72      | 17               | 15027      | 15340        |
| Quézac                    | 347                      | 16,43      | 21               | 15157      | 15600        |
| Roannes-Saint-Mary        | 1.104                    | 36,29      | 30               | 15163      | 15220        |
| Rouziers                  | 110                      | 8,61       | 13               | 15167      | 15600        |
| Saint-Antoine             | 85                       | 7,22       | 12               | 15172      | 15220        |
| Saint-Constant-Fournoulès | 568                      | 28,98      | 20               | 15181      | 15600        |
| Saint-Étienne-de-Maurs    | 787                      | 17,27      | 46               | 15184      | 15600        |
| Saint-Julien-de-Toursac   | 102                      | 9,44       | 11               | 15194      | 15600        |
| Saint-Mamet-la-Salvetat   | 1.537                    | 51,49      | 30               | 15196      | 15220        |
| Saint-Santin-de-Maurs     | 365                      | 14,52      | 25               | 15212      | 15600        |
| Sansac-de-Marmiesse       | 1.388                    | 14,35      | 97               | 15221      | 15130        |
| Vitrac                    | 269                      | 17,88      | 15               | 15264      | 15220        |
| Kanton Maurs              | 11.322                   | 426,28     | 27               | 1506       | –            |

### Veränderungen im Gemeindebestand seit der landesweiten Neuordnung der Kantone
2019: Fusion Calvinet (Kanton Arpajon-sur-Cère) und Mourjou → Puycapel
2016: Fusion Fournoulès und Saint-Constant → Saint-Constant-Fournoulès

### Kanton Maurs bis 2015
Der alte Kanton Maurs umfasste die vierzehn Gemeinden Boisset, Fournoulès, Le Trioulou, Leynhac, Maurs, Montmurat, Mourjou, Quézac, Rouziers, Saint-Antoine, Saint-Constant, Saint-Étienne-de-Maurs, Saint-Julien-de-Toursac und Saint-Santin-de-Maurs.

### Bevölkerungsentwicklung des alten Kantons bis 2015
| Bevölkerungsentwicklung | Bevölkerungsentwicklung |
| Jahr                    | Einwohner               |
| ----------------------- | ----------------------- |
| 1962                    | 8.068                   |
| 1968                    | 7.707                   |
| 1975                    | 7.462                   |
| 1982                    | 7.124                   |
| 1990                    | 6.655                   |
| 1999                    | 6.159                   |
| 2006                    | 6.255                   |
| 2012                    | 6.161                   |

## Wahlen zum Rat des Départements Cantal
Bei den Wahlen am 22. März 2015 erreichte keines der fünf Kandidatenpaare eine Stimmenmehrheit. Das Gespann Dominique Beaudrey/Joël Lacalmontie (UD) obsiegte im 2. Wahlgang gegen Jeanine Hercouët-Testa/Christian Montin (DVG) und Catherine Lehours/François Vermande (Divers) mit einem Stimmenanteil von 55,91 % (Wahlbeteiligung: 62,99 %).
| Vertreter im conseil général des Départements | Vertreter im conseil général des Départements | Vertreter im conseil général des Départements |
| Amtszeit                                      | Name                                          | Partei                                        |
| --------------------------------------------- | --------------------------------------------- | --------------------------------------------- |
| 2015–2021                                     | Dominique Beaudrey Joël Lacalmontie           | Union de la droite                            |